# Boncé
Boncé é uma comuna francesa na região administrativa do Centro, no departamento Eure-et-Loir. Estende-se por uma área de 8,95 km². Em 2010 a comuna tinha 250 habitantes (densidade: 27,9 hab./km²).